# قرية المحمودية (الأسود)

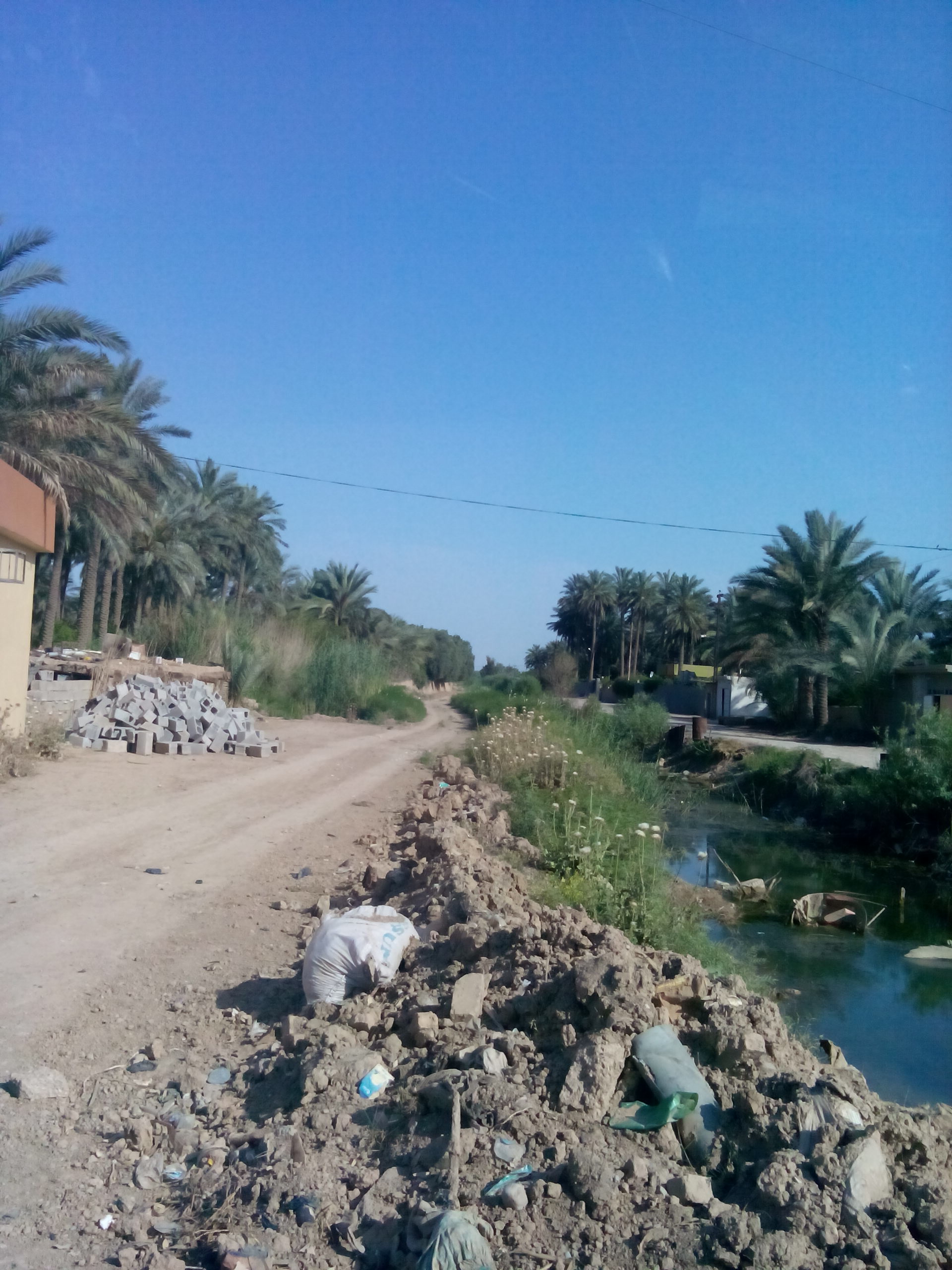
جدول العثمانية الذي يمر في بساتين قرية المحمودية (الأسود)

قرية المحمودية أو قرية الأسود، هي قرية عراقية تقع في محافظة ديالى شمال شرقي محافظة بغداد، وتبعد عن مركز المحافظة بعقوبة حوالي 10 كم2 وتتبع قضاء الخالص، ويقدر عدد سكان القرية بحوالي 20 - 30 ألف نسمة، وتجاور قرية الأسود الكثير من القرى وبساتين النخيل والحمضيات، وتحتوي هذه القرية على جدول ونهر العثمانية الذي يسقي بساتين الحمضيات والنخيل في القرى والأرياف ويزودها بالمياه.

## معرض صور
بساتين النخيل في قرية الأسود، مقاطعة 8 في قضاء الخالص:

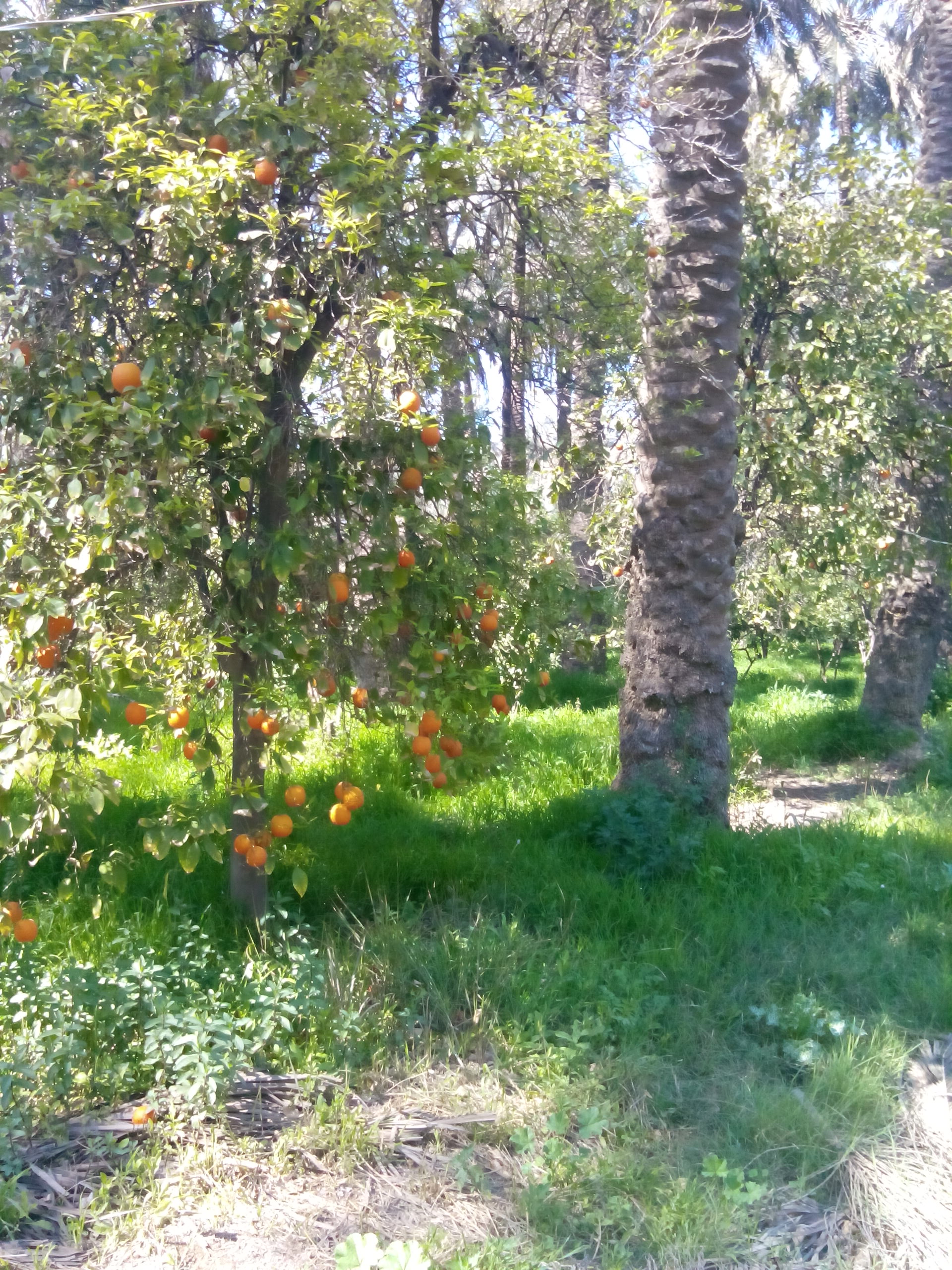
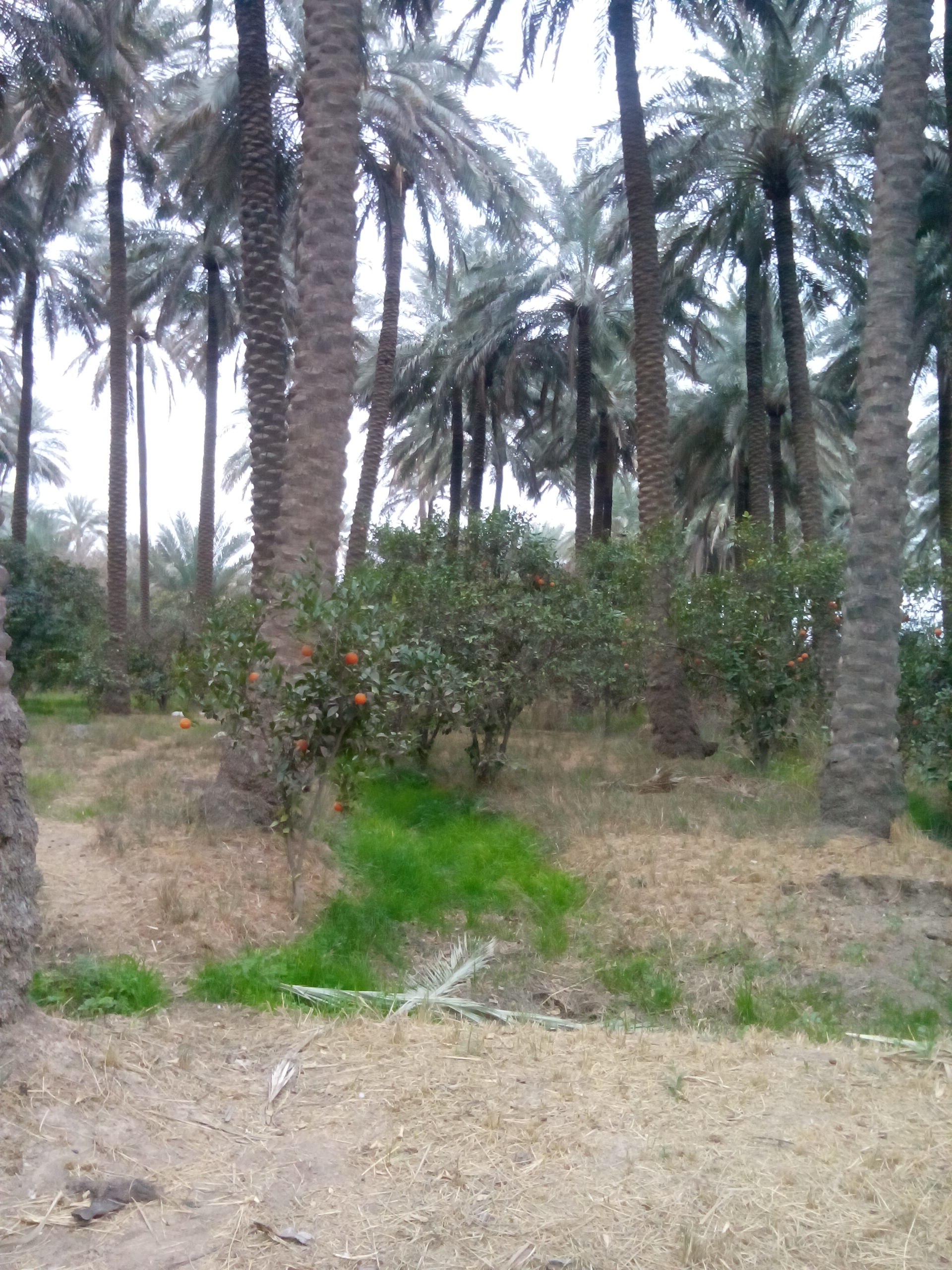
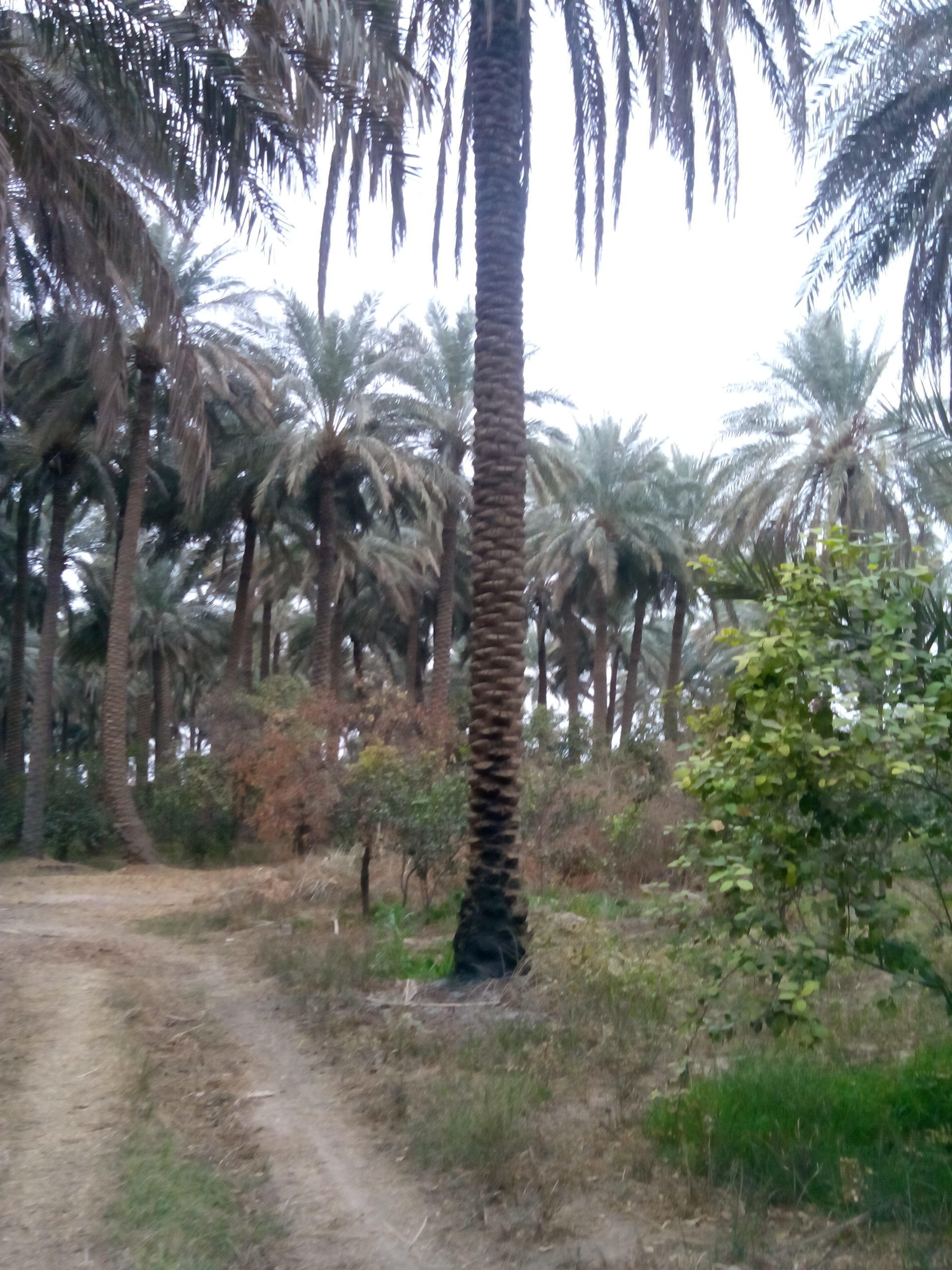
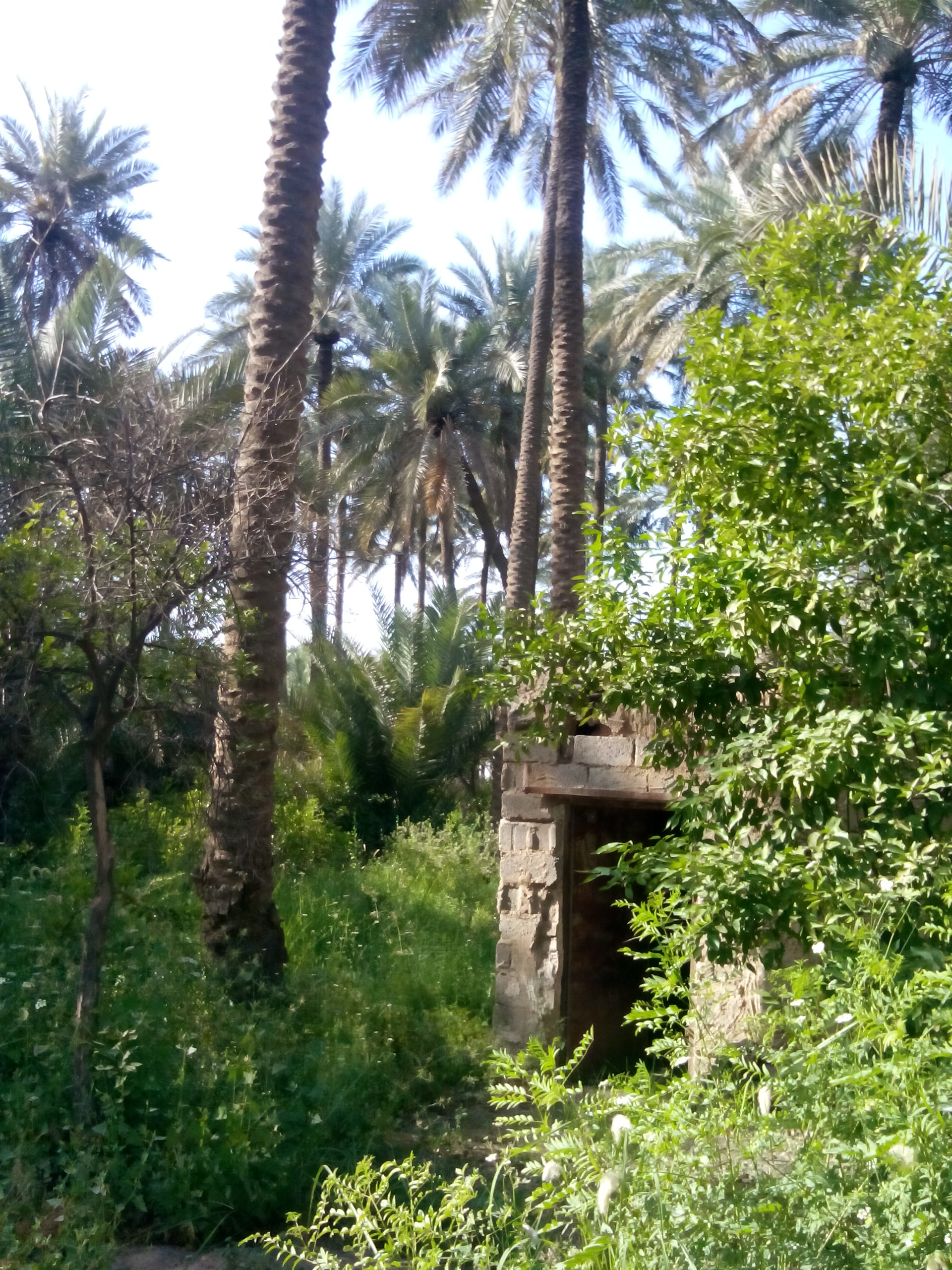
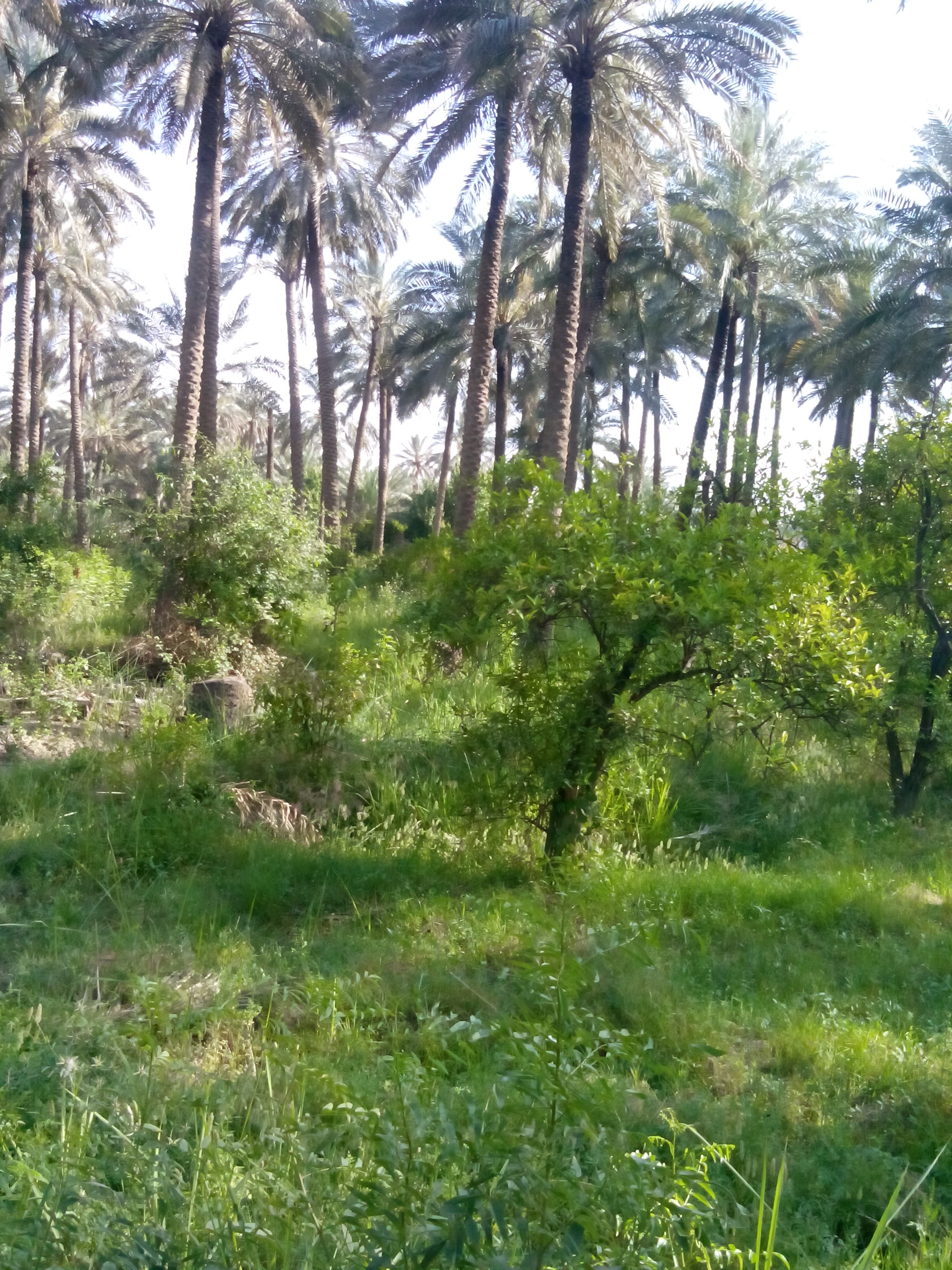
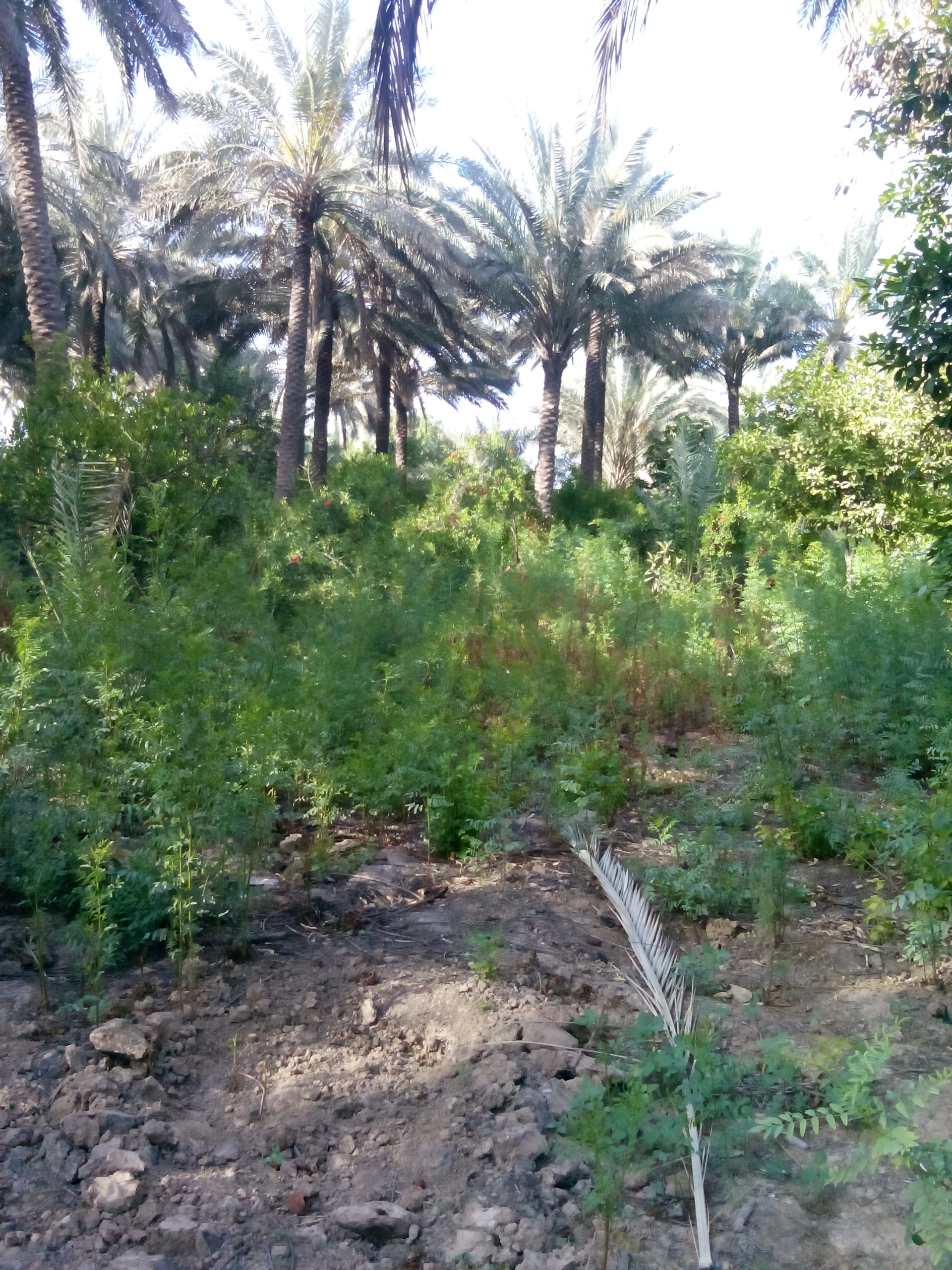
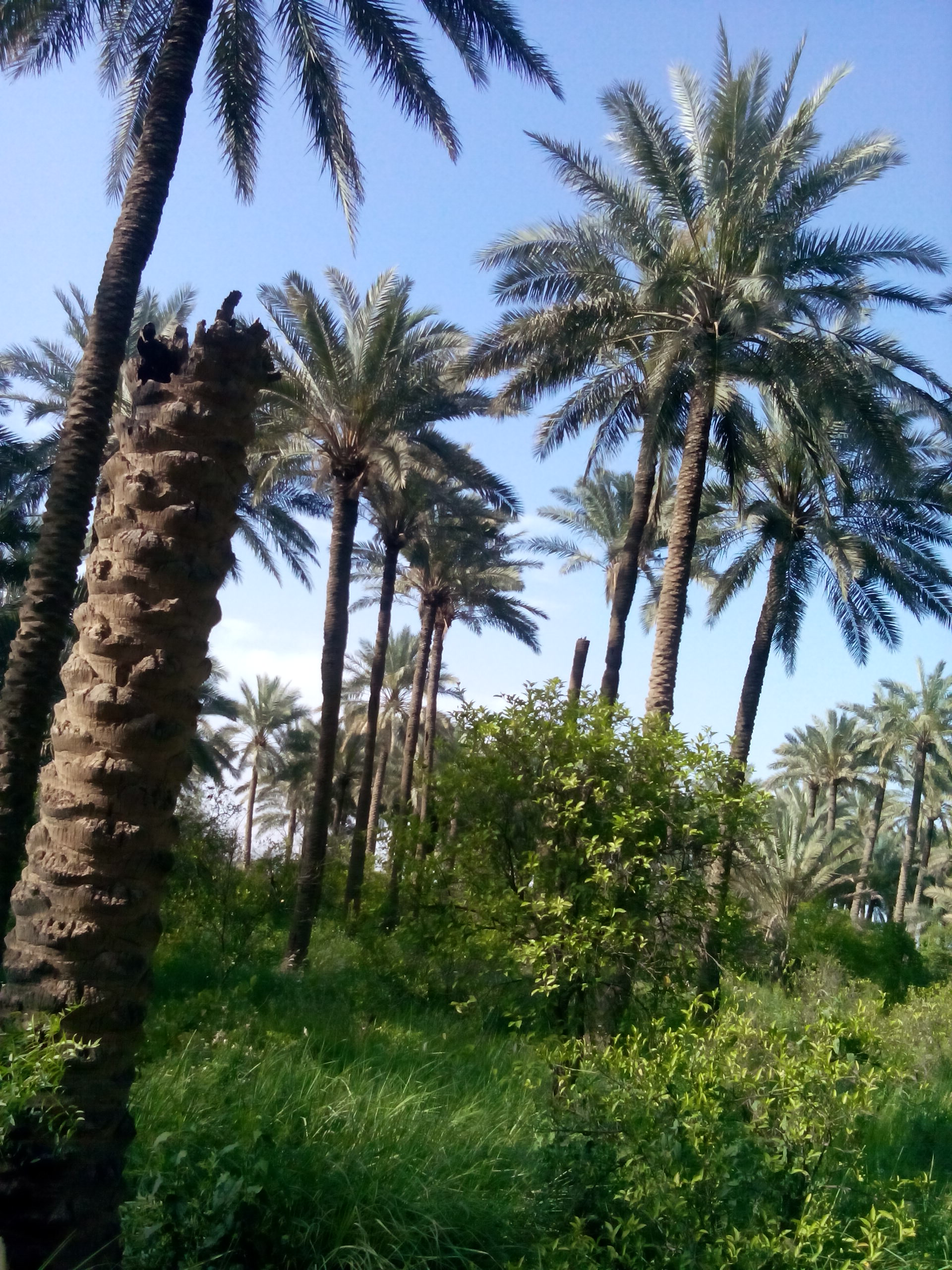
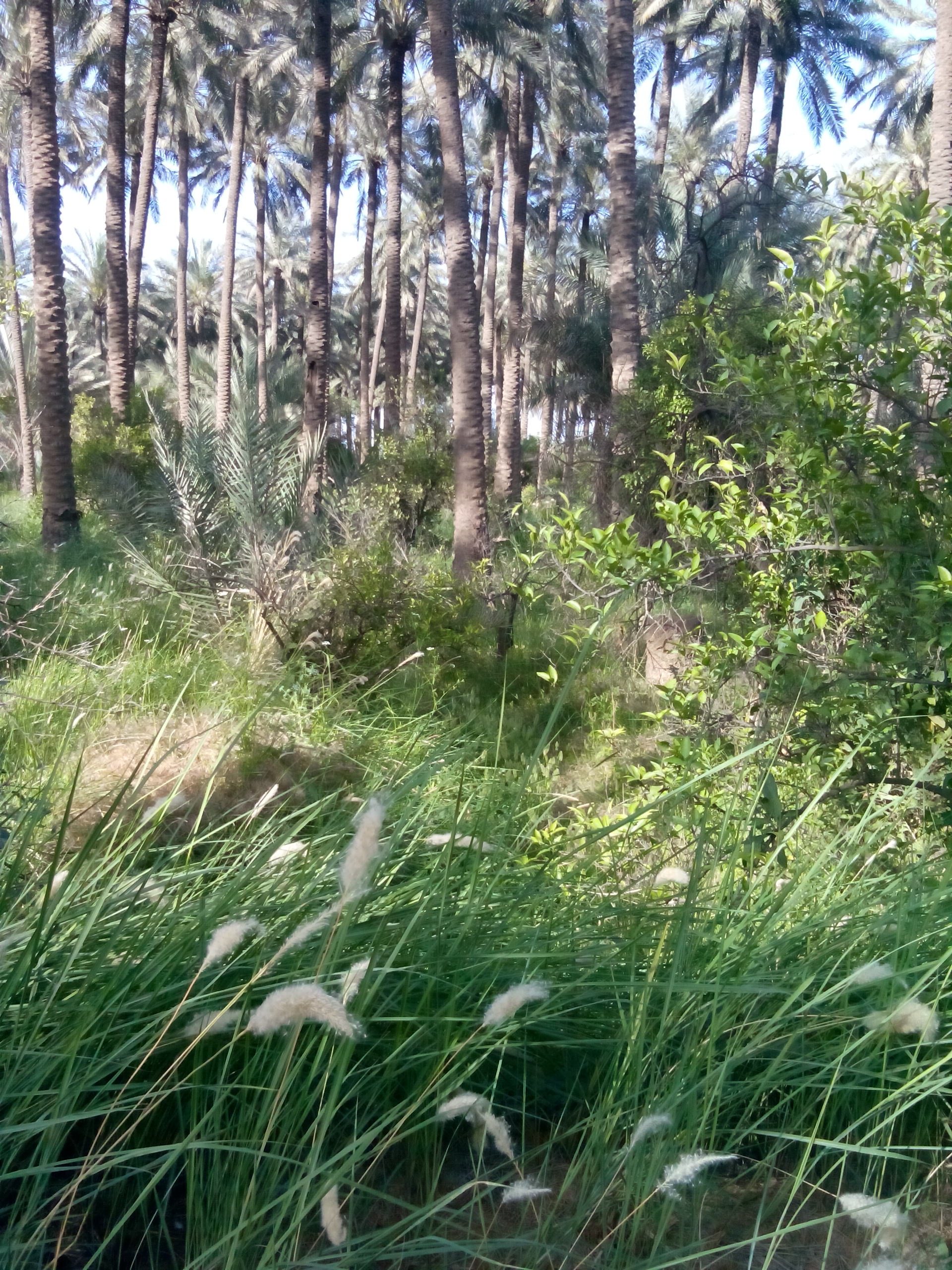
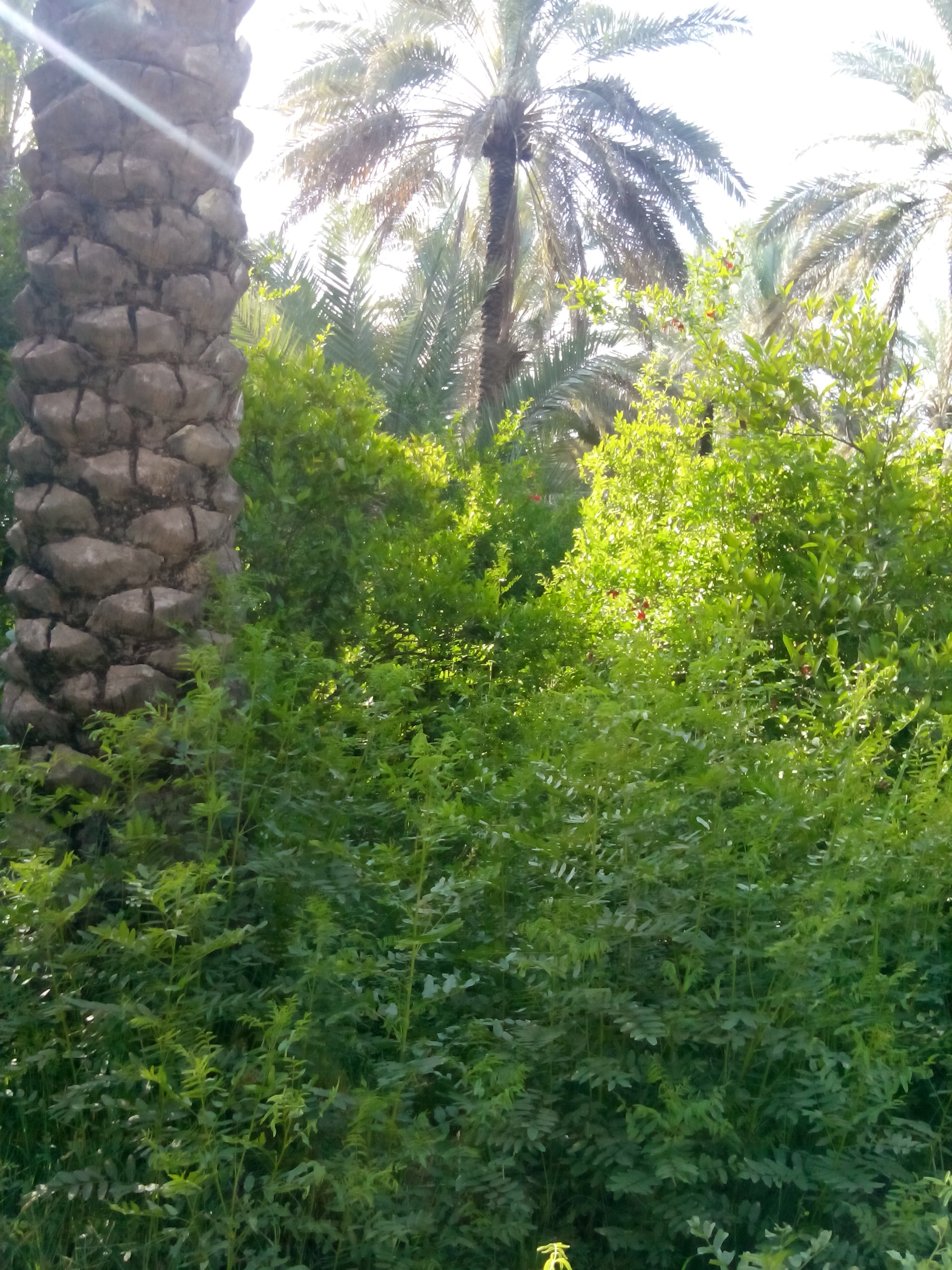